# Волнат-Спрінгс (Техас)
Волнат-Спрінгс (англ. Walnut Springs) — місто (англ. city) в США, в окрузі Боскі штату Техас. Населення — 795 осіб (2020).

## Географія
Волнат-Спрінгс розташований за координатами 32°3′25″ пн. ш. 97°45′2″ зх. д. / 32.05694° пн. ш. 97.75056° зх. д. (32.056979, -97.750568).  За даними Бюро перепису населення США в 2010 році місто мало площу 3,47 км², з яких 3,45 км² — суходіл та 0,02 км² — водойми.

## Демографія
Згідно з переписом 2010 року, у місті мешкало 827 осіб у 284 домогосподарствах у складі 210 родин. Густота населення становила 238 осіб/км².  Було 355 помешкань (102/км²).
Расовий склад населення:
| - 87,4 % — білих - 1,0 % — корінних американців - 0,1 % — чорних або афроамериканців - 8,0 % — осіб інших рас |

До двох чи більше рас належало 3,5 %. Частка іспаномовних становила 30,8 % від усіх жителів.
За віковим діапазоном населення розподілялося таким чином: 28,9 % — особи молодші 18 років, 58,6 % — особи у віці 18—64 років, 12,5 % — особи у віці 65 років та старші. Медіана віку мешканця становила 34,8 року. На 100 осіб жіночої статі у місті припадало 109,9 чоловіків;  на 100 жінок у віці від 18 років та старших — 102,8 чоловіків також старших 18 років.
Середній дохід на одне домашнє господарство  становив 40 216 доларів США (медіана — 29 375), а середній дохід на одну сім'ю — 41 927 доларів (медіана — 29 125). За межею бідності перебувало 33,8 % осіб, у тому числі 55,3 % дітей у віці до 18 років та 9,1 % осіб у віці 65 років та старших.
Цивільне працевлаштоване населення становило 334 особи. Основні галузі зайнятості: роздрібна торгівля — 18,9 %, виробництво — 15,3 %, освіта, охорона здоров'я та соціальна допомога — 12,3 %, будівництво — 12,0 %.